# Saltabardisses europea
La saltabardisses europea (Pyronia tithonus) és una espècie de lepidòpter papilionoïdeu de la família dels nimfàlids (Nymphalidae) present als Països Catalans.

## Distribució
S'estén per gran part d'Europa, des del sud de la península Ibèrica fins al sud d'Irlanda i Anglaterra, nord d'Alemanya, centre de Polònia, els Balcans i l'oest de Turquia. Absent del sud d'Itàlia i de les principals illes mediterrànies, excepte Còrsega i Sardenya. També és present de forma local a les muntanyes del Rif del nord del Marroc. A Catalunya, té una àmplia distribució, excepte a la Depressió Central i a la meitat sud, on la seva presència es restringeix a zones muntanyoses.

## Descripció
Envergadura alar d'entre 31 i 41 mm. Dimorfisme sexual evident per la presència, en els mascles, d'un androconi fosc i allargat a l'anvers de l'ala anterior, i per la mida més gran de les femelles. Anvers de color taronja amb un marge fosc i ample que s'estén per les vores. Presència d'un gran ocel negre a l'extrem superior de l'ala anterior, mentre que a l'ala posterior n'hi pot haver un altre de més petit. Revers de l'ala anterior similar a l'anvers, però amb el marge fosc més clar, mentre que l'ala posterior és bruna amb tons groguencs i té una franja pàl·lida on s'hi troben alguns ocels vestigials en forma de punts de color blanc.

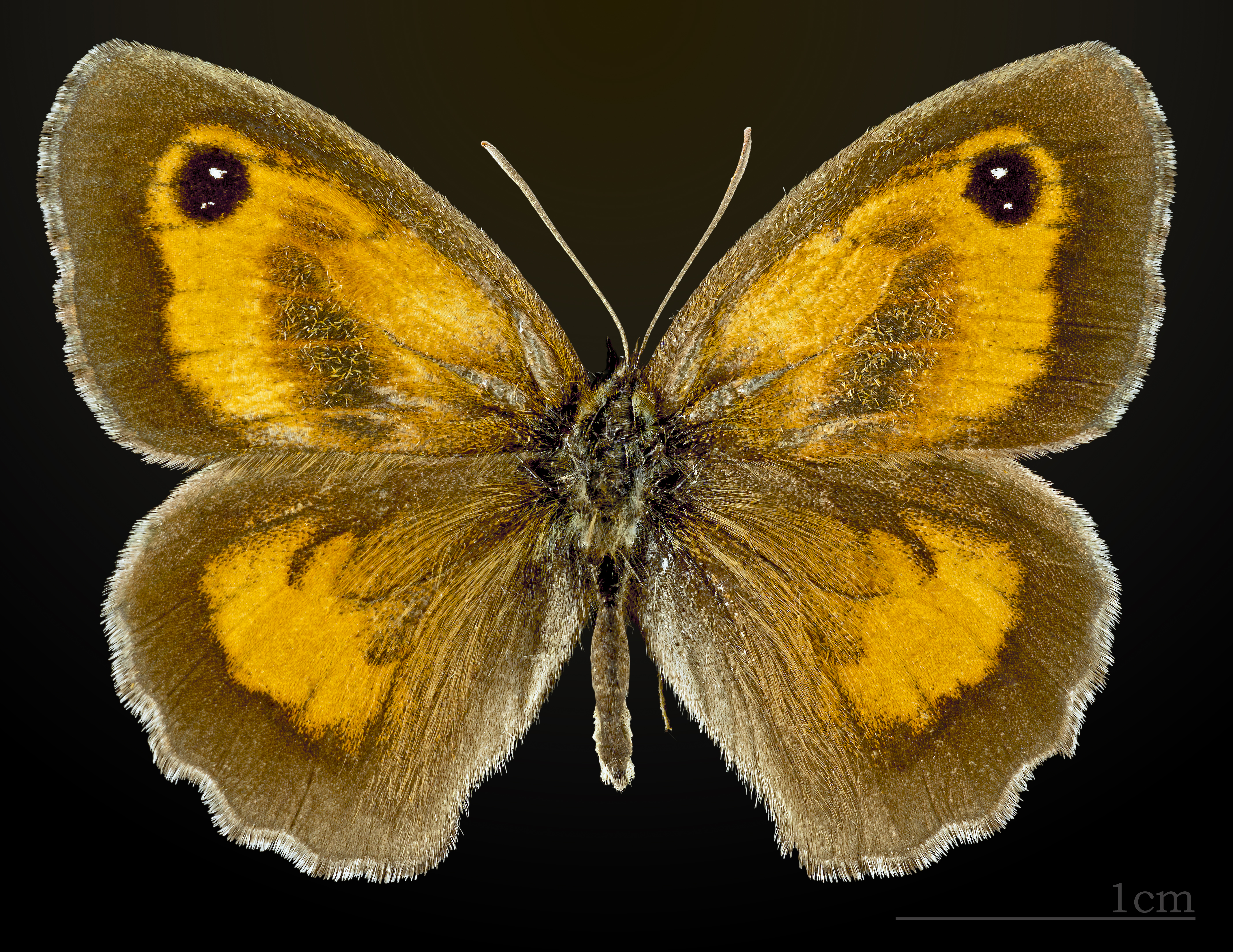
♂
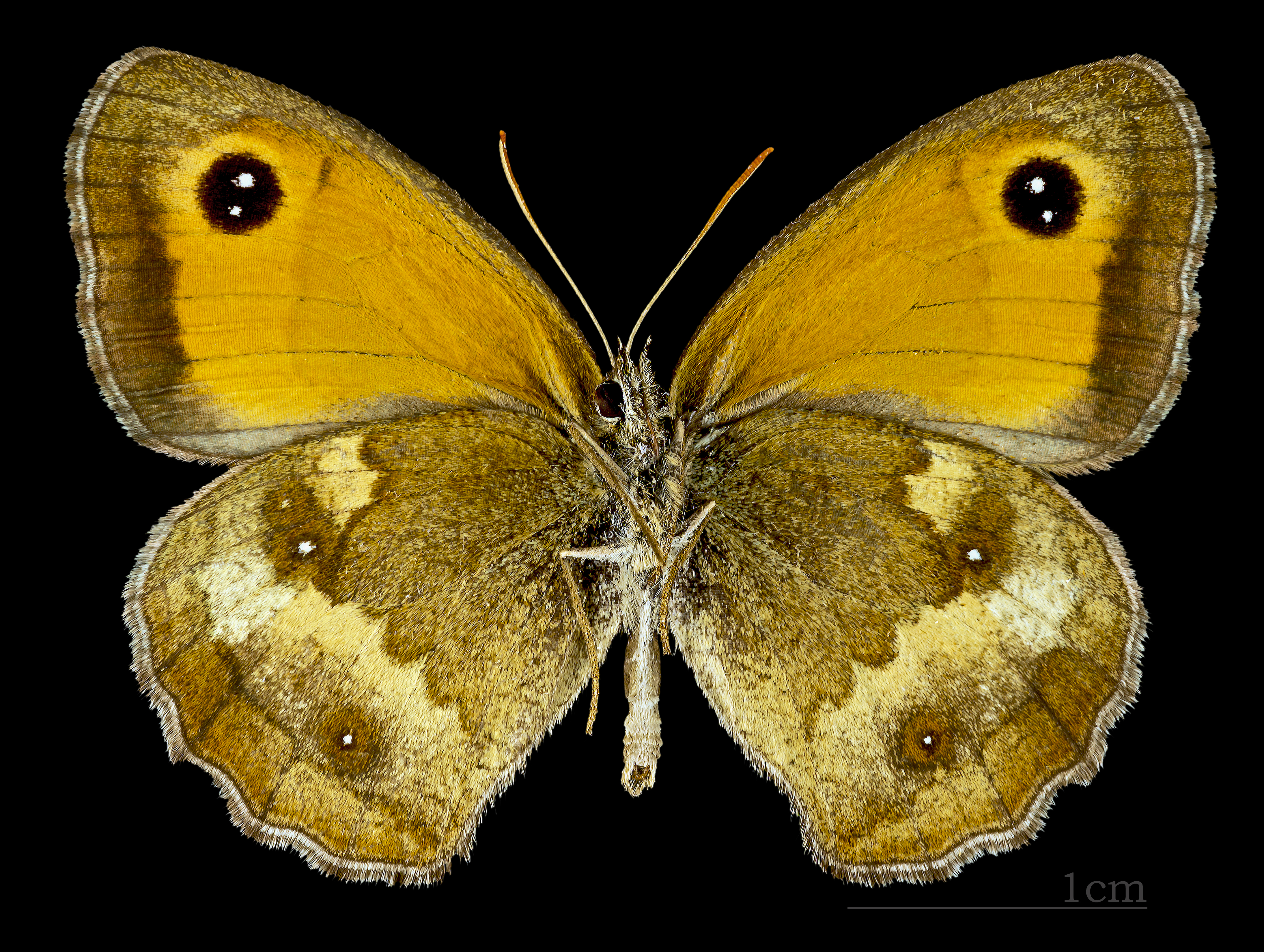
♂ △
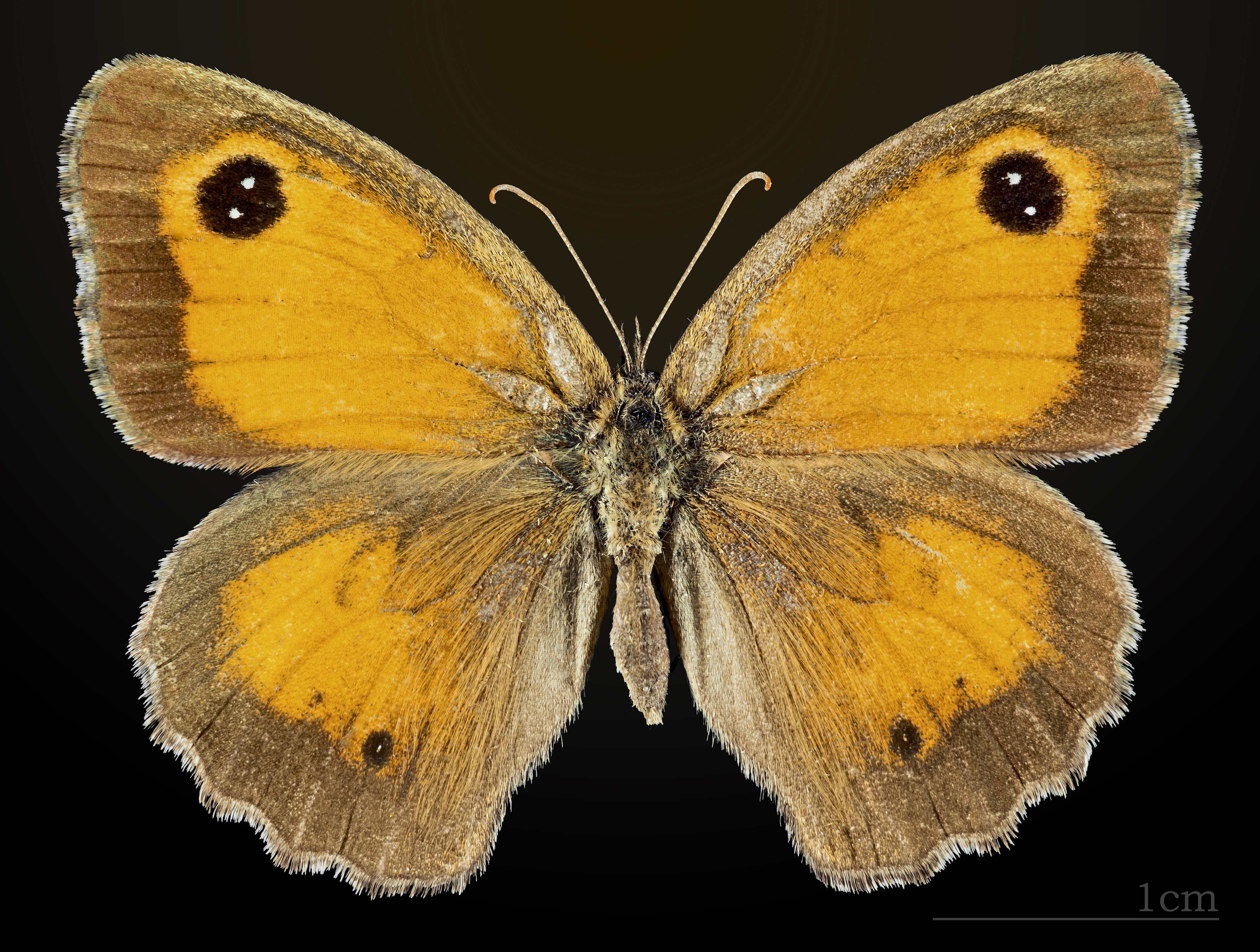
♀
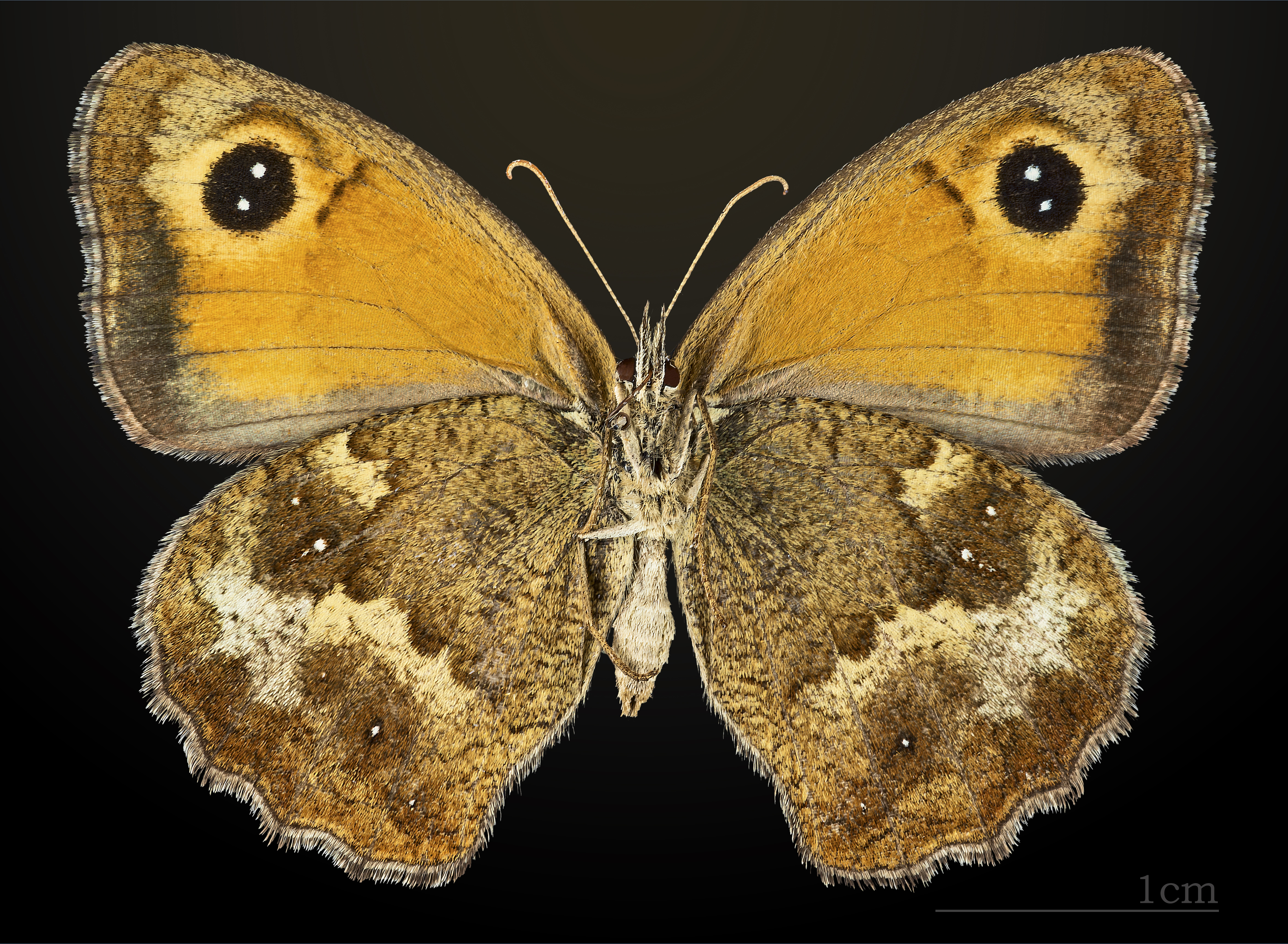
♀ △

## Hàbitat
Clarianes, marges de bosc, prats embardissats i matollars, habitualment associats a boscos de pins o de caducifolis. També pot ocupar ambients ruderals. Rang altitudinal des del nivell del mar fins als 1700 m. L'eruga s'alimenta de gramínies, com ara Poa, Festuca, Agrostis o Brachypodium, entre d'altres.

## Període de vol i hibernació
Vola en una sola generació entre principi de juny i finals de setembre, segons la localitat. Hiberna com a eruga.

## Espècies ibèriques similars
- Saltabardisses cintada (Pyronia bathseba)
- Saltabardisses de solell (Pyronia cecilia)